# Kapišče
 Kapišče   (tudi svetišče, hram, sveti gaj) je staroslovanska beseda, ki pomeni prostranstvo staroverskega hrama nahajajočega za oltarjem. Namenjeno je za namestitev »kapija« (kipa, ki predstavlja boga) ali ostalih sakralnih predmetov. Beseda kapišče prihaja iz osnove kap, ki pomeni idol in končnice -išče, ki v slovanskih jezikih pomeni mesto, prostor. 
V klasični eri se je kapišče oddaljilo od trebišča (ploščad pred oltarjem), sakralne zavese. Trebišče prihaja iz besede treba (žrtev) v pomenu tisto, kar je treba, nujno.
V kapišče je imel dostop zgolj žrec in njegovi pomočniki. Če je oltar skupaj z žrtvenikom je postavljen pod odprtem nebom, sicer se je lahko nahajal pod skupno streho s kapiščem. 
Druga beseda slovanskih korenin za sveti gaj je hram, ki je tudi mesto srečanj, molitve in čaščenja. Isti pomen ima slovanska beseda svetišče, čeprav se danes beseda navezuje tudi na sveta mesta ostalih ver. 
Zaradi pomanjkanja pisnih in drugih virov nam nekdanji svet slovanske duhovnosti odkriva jezikoslovje (npr. termina žrec in volh), saj se po večini nekdanja slovanska sveta mesta niso ohranila zaradi brezkompromisne kristjanizacije prebivalstva in prostora s katerim so uniči starejšo duhovno dediščino. 